# Albert Dovecar
 (mars 2024).
Si vous disposez d'ouvrages ou d'articles de référence ou si vous connaissez des sites web de qualité traitant du thème abordé ici, merci de compléter l'article en donnant les références utiles à sa vérifiabilité et en les liant à la section « Notes et références ».
Albert Dovecar, né le 19 juillet 1937 à Tužno dans l'ex-Yougoslavie, (aujourd'hui en Croatie) et mort fusillé au fort du Trou-d'Enfer à Marly-le-Roi le 7 juin 1962, est un sergent du 1er régiment étranger de parachutistes qui a rejoint durant la guerre d'Algérie les commandos Delta de l'Organisation de l'armée secrète (OAS).

## Biographie
Sa famille fuit le régime communiste yougoslave et émigre à Graz, en Autriche. Après avoir terminé ses études, il décide de s'engager dans la Légion étrangère. Il signe son contrat le 2 avril 1957 à Marseille, sous le nom d'emprunt de « Paul Dodevar », né à Vienne en Autriche le 20 février 1938. Après son instruction de base à la 2e compagnie d’instruction du 1er régiment étranger à Mascara, il est affecté au 1er régiment étranger de parachutistes.
Il participe à la guerre d'Algérie. À Guelma, lors de la bataille des frontières en février 1958, il est pourvoyeur. Il devient voltigeur, et se lie avec le lieutenant Roger Degueldre. Il est affecté dans la section de l'adjudant Stuwe de la première compagnie commandée par le capitaine Sergent et le lieutenant Godot, futurs chefs de l'OAS-Métro.
Après la participation de son régiment au putsch des généraux du 22 avril 1961, il décide de déserter le 27 avril 1961 et rejoint l'Organisation de l'armée secrète. Il intègre les commandos Delta de l'OAS sous les ordres de Degueldre. Chef du commando Delta 1, il organise l’assassinat du commissaire central d'Alger Roger Gavoury, le 31 mai 1961. Recherché, il est appréhendé boulevard Marcel-Duclos à Alger, avec cinq autres membres, le 11 octobre, au PC de Degueldre. 
Emprisonné à la Santé, il y retrouve de nombreux légionnaires dont les membres du Commando Delta qu'il dirigeait. Il partage pendant un mois la cellule de Ténard. Le procès se déroule du 26 au 30 mars 1962.
À Paris, le tribunal militaire juge Herbert Pietri, Dovecar, Ténard, Claude Piegts, Paul Frapoli et Jacques Malmassari pour « participation à un complot formé en vue d’un attentat destiné à exciter les citoyens à s’armer les uns contre les autres, de meurtre avec guet-apens et de désertion à l’intérieur en temps de paix. »

Fort du Trou-d'Enfer
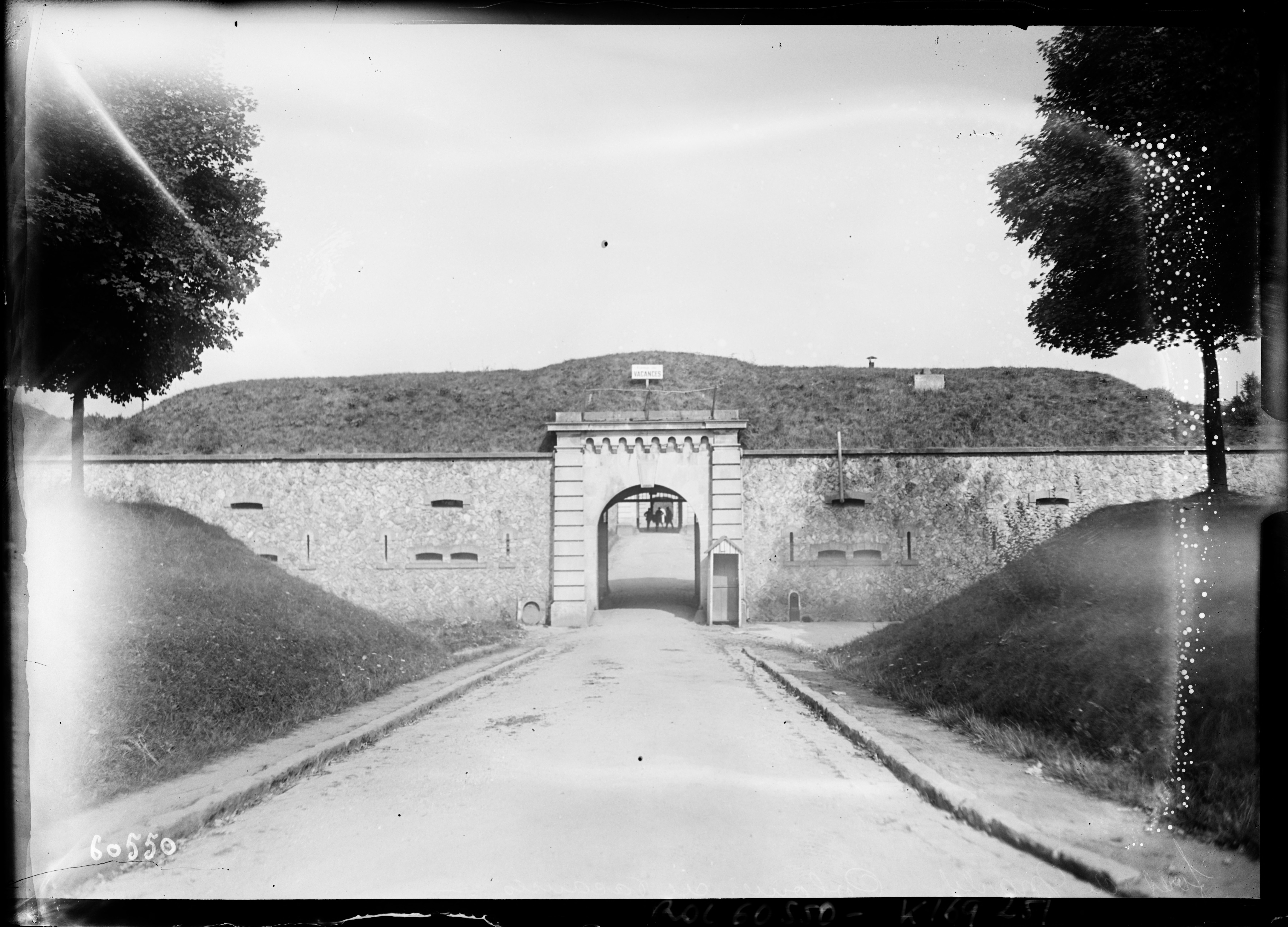
Entrée du fort.
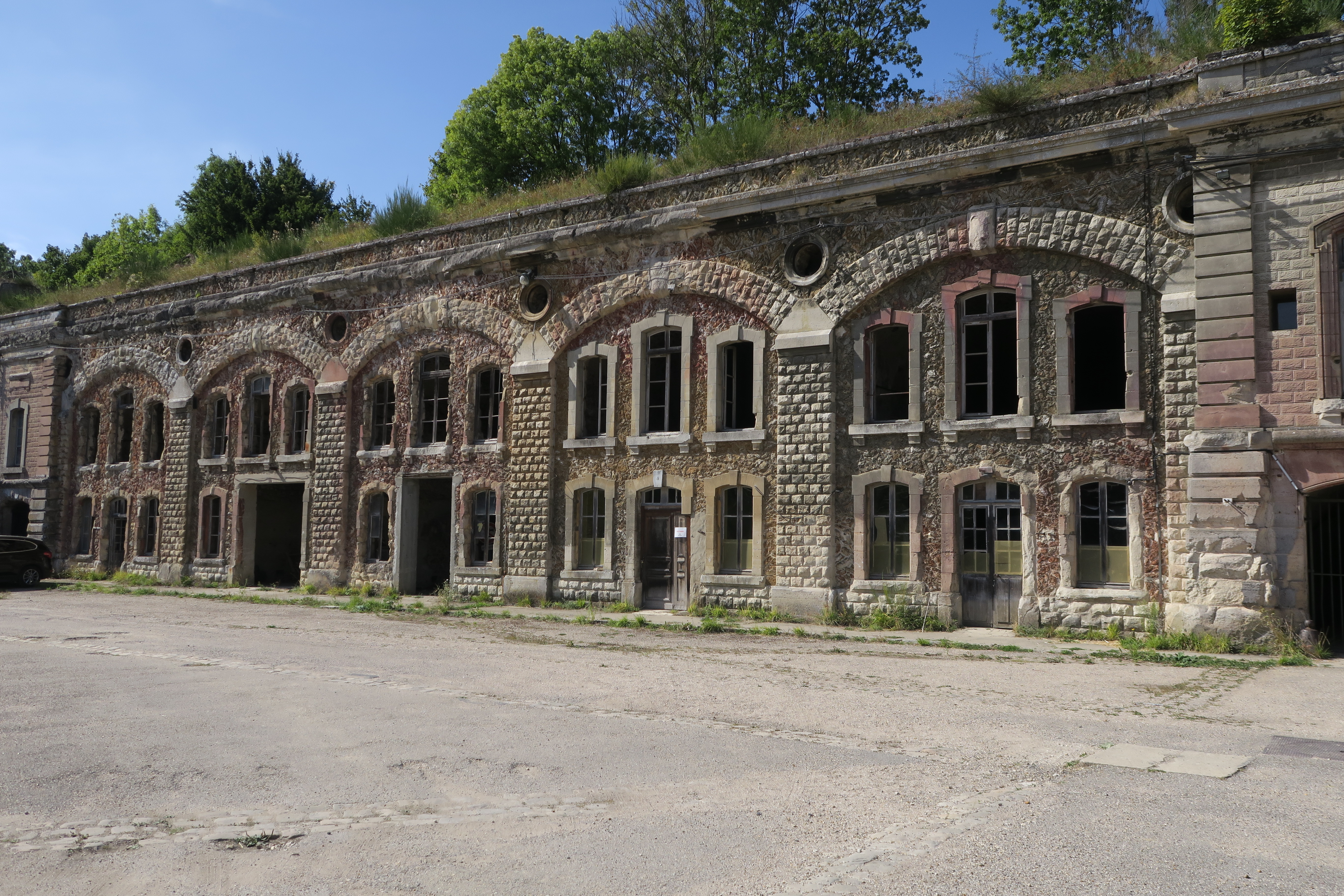
Bâtiment principal.

Il est condamné à mort par la cour militaire de même que Piegts. Ses compagnons du commando sont condamnés à la réclusion criminelle à perpétuité. Tous crient « Algérie française ! » à l'énoncé du verdict et les ex-légionnaires condamnés jettent leurs décorations dans le prétoire.
Il est fusillé à 4 h 12, le 7 juin 1962, au fort du Trou-d'Enfer en banlieue parisienne.

### Ouvrages
- Claude Tenne, Mais le Diable marche avec nous, éd La Table Ronde, 1968, 253 p.
- Vincent Guibert, Les Commandos Delta, éd. Serge Curutchet, 2000, 304 p.
- Georges Fleury, Histoire de l'OAS, Grasset, 30 oct. 2002, 1048 pages, Partie V La montée en puissance, ch. 37 : « L'OAS élimine le commissaire Gavoury », pp. 344 à 357.
- Pierre Sergent, Je ne regrette rien, éd Fayard, 1987, 403 p.

### Presse
- Boris Thiolay, « Le dernier combat de l'OAS », L'Express,‎ 11 septembre 2005 (lire en ligne).